# Juan Pablo Bastidas
Juan Pablo Bastidas Burckhardt (Santiago, 10 de diciembre de 1968) es un actor y director chileno de teatro y televisión.

## Vida
Es primo del actor chileno Rodrigo Bastidas. Actor con una trayectoria de más de 30 años dedicados a la actuación, dramaturgia, dirección y producción teatral. Al mismo tiempo ha trabajado los últimos 20 años en docencia universitaria y administración académica, así como en teatro, cine, televisión y radio.
En 1991 y 1996 perteneció al selecto grupo de actores generacionales del director Vicente Sabatini al inicio de la Época de Oro de las superproducciones de Televisión Nacional de Chile, compuesto por Álvaro Rudolphy, Remigio Remedy, Álvaro Morales, Pablo Schwarz y Felipe Braun.

## Filmografía
- Hasta en las mejores familias (1994) - José Tomás.
- Ángel negro (2000) - Miguel Ferrer.
- El nominado (2003) - Hombre carpa.
- El baño (2005) - Doctor.
- Solos (2008) - Train Military.
- Johnny Cien Pesos Capítulo 2  (2017) - El Moni.
- Un Loco Matrimonio en Cuarentena (2021).

## Televisión
| Año  | Título            | Papel               | Ref.            |
| ---- | ----------------- | ------------------- | --------------- |
| 1989 | Bravo             | Carlos Solari       |                 |
| 1991 | Volver a empezar  | Rodrigo Urmeneta    |                 |
| 1992 | Trampas y caretas | Gonzalo Bernhardt   |                 |
| 1992 | Fácil de amar     | Andrés Fuenzalida   |                 |
| 1993 | Jaque mate        | Brian Mayer         | episodios       |
| 1994 | Rompecorazón      | Ronald Cooper       |                 |
| 1995 | Estúpido cupido   | Marcelo Manterola   |                 |
| 1996 | Sucupira          | Fernando Rovira     |                 |
| 1997 | Rossabella        | Francisco Domínguez |                 |
| 1998 | A todo dar        | Pablo Contreras     | Papel principal |
| 2003 | Machos            | Benjamín Cruchaga   |                 |
| 2004 | Tentación         | Osciel Del Canto    |                 |
| 2006 | Montecristo       | Luciano Mazzello    | Antagonista     |
| 2012 | Pobre rico        | Juan Alfonso Lira   | 4 episodios     |
| 2013 | Separados         | Matías Rosende      | 12 episodios    |
| 2014 | Valió la pena     | Sebastián Díaz      | 3 episodios     |

| Año       | Título                      | Personaje                |             |
| --------- | --------------------------- | ------------------------ | ----------- |
| 2000-2005 | La otra cara en el espejo   |                          | 4 episodios |
| 2002      | El día menos pensado        | Mauricio                 | 1 episodio  |
| 2005      | La Nany                     | Víctor Hugo              | 1 episodio  |
| 2006      | Casado con hijos            | Nicolás                  | 4 episodios |
| 2009      | Corín Tellado               | Walter                   | 1 episodio  |
| 2017-2018 | Lo que callamos las mujeres | Carlos/Cristóbal/Gustavo | 4 episodios |
| 2017      | Irreversible                | Norman                   | 1 episodio  |